# Заложье (Гомельская область)
Заложье (бел. Заложжа) — упразднённый посёлок в Ровковичском сельсовете Чечерском районе Гомельской области Белоруссии.
На севере граничит с лесом.

## География

### Расположение
В 7 км на запад от Чечерска, 44 км от железнодорожной станции Буда-Кошелёвская (на линии Гомель — Жлобин), 72 км от Гомеля.

## Транспортная сеть
Транспортные связи по просёлочной, затем автомобильной дороге Чечерск — Рысков.

## История
Основан в начале XX века переселенцами из соседних деревень. В 1926 году в Мотневичском сельсовете Чечерского района Гомельского округа. В 1929 году жители вступили в колхоз. Во время Великой Отечественной войны оккупанты 14 октября 1943 года сожгли посёлок. 12 жителей погибли на фронте. Согласно переписи 1959 года в составе колхоза «Юбилейный» (центр — деревня Мотневичи). Деревянная крестьянская усадьба стоящая около просёлочной дороги.

## Население

### Численность
- 2004 год — жителей нет.

### Динамика
- 1926 год — 13 дворов, 65 жителей.
- 1940 год — 22 двора, 107 жителей.
- 1959 год — 67 жителей (согласно переписи).
- 2004 год — жителей нет.